# Cytaea piscula subsiliens
Cytaea piscula là một phân loài nhện trong họ Salticidae.
Loài này thuộc chi Cytaea. Cytaea piscula subsiliens được Wladislaus Kulczynski miêu tả năm 1910.